# وقواق برونزي أسود الأذن
وقواق برونزي أسود الأذن (الاسم العلمي: Chrysococcyx osculans) (بالإنجليزية: Black-eared Cuckoo)‏ هو نوع من الطيور يتبع جنس الوقواق البرونزي من فصيلة طيور الوقواق.